# UFC on ESPN: Smith vs. Clark
UFC on ESPN: Smith vs. Clark (também conhecido como UFC on ESPN 18) foi um evento de MMA produzido pelo Ultimate Fighting Championship no dia 28 de novembro de 2020, no UFC Apex em Las Vegas, Nevada.

## Background
Uma luta no peso pesado entre Curtis Blaydes e Derrick Lewis é esperada para servir como luta principal da noite.
Shamil Gamzatov foi brevemente ligado a uma luta com Devin Clark neste evento. Entretanto, Gamzatov foi removido do card devido a problemas de documentação e foi substituído por Anthony Smith on the card.
Uma luta no peso pena entre Sean Woodson e Jonathan Pearce foi marcada para este evento. Entretanto, Woodson teve que se retirar da luta uma semana antes do evento e foi substituído por Kai Kamaka III.
Renato Moicano e Rafael Fiziev eram esperados para se enfrentarem
neste evento. Entretanto, Moicano teve que se retirar da luta uma semana antes do evento após testar positivo para COVID-19 e a luta foi remarcada para o UFC 256.

## Bônus da Noite
Os lutadores receberam $50.000 de bônus:
- Luta da Noite: Não houve lutas premiadas.
- Performance da Noite:    Anthony Smith,  Miguel Baeza,  Su Mudaerji e   Nathan Maness